# Sebastian Bauer (Mediziner)
Sebastian Bauer (* 1973) ist ein deutscher Mediziner und Hochschullehrer. Seit 2016 hält er die Professur für Translationale Onkologie mit Schwerpunkt personalisierte Tumortherapie an der Universität Duisburg-Essen.

## Leben
Bauer studierte von 1993 bis 1999 Humanmedizin an der Julius-Maximilians-Universität in Würzburg und dissertierte dort in der Kardiologie bei Ludwig Neyses. Seine Facharztausbildung zum Internisten sowie die Schwerpunktweiterbildung Hämatologie/Onkologie absolvierte er am Universitätsklinikum Essen (S. Seeber). Er habilitierte 2009 zum Thema "Neue Therapieansätze bei Weichteilsarkomen" (Direktor: Martin Schuler).

## Wirken
In seiner oberärztlichen Funktion leitet der den Schwerpunkt Sarkome innerhalb der Inneren Klinik (Tumorforschung) (Direktor: Martin Schuler) und ist zudem Ärztlicher Sprecher des Sarkomzentrums am Westdeutschen Tumorzentrum. Er leitet zudem die Arbeitsgruppe Translationale Sarkomforschung. Weiterhin ist er Beiratsmitglied der Sarkomkonferenz.

## Auszeichnungen
2015 erhielt er den GIST-Preis der Schweizerischen Arbeitsgemeinschaft für Klinische Krebsforschung.

## Veröffentlichung (Auswahl)

### Als Buch
- Sebastian Bauer und andere: Individualisierte Therapie von Sarkomen – Standards und Perspektiven, Bremen : UNI-MED Verlag AG, 2015, ISBN 978-3-8374-1505-6

### Beiträge in Fachjournalen
- Long-term responders and survivors on pazopanib for advanced soft tissue sarcomas: subanalysis of two European Organisation for Research and Treatment of Cancer (EORTC) clinical trials 62043 and 62072, in Annals of Oncology (Ausgabe 3. 2014), ISSN 0923-7534
- Phase I study of panobinostat and imatinib in patients with treatment-refractory metastatic gastrointestinal stromal tumors, im British Journal of Cancer (Ausgabe 4. 2014), ISSN 0007-0920
- Mammalian target of rapamycin pathway activity in alveolar soft part sarcoma, in Human Pathology, ISSN 0046-8177
- Targeting gain of function and resistance mutations in Abl and KIT by hybrid compound design, im Journal of Medicinal Chemistry, (Juli 2013), ISSN 0022-2623
- Sorafenib as third- or fourth-line treatment of advanced gastrointestinal stromal tumour and pretreatment including both imatinib and sunitinib, and nilotinib: A retrospective analysis, im European Journal of Cancer, ISSN 0959-8049

## Belege
1. ↑  der Beiratsmitglieder der Sarkomkonferenz (Stand 2016) (Seite nicht mehr abrufbar, festgestellt im Mai 2019. Suche in Webarchiven)  Info: Der Link wurde automatisch als defekt markiert. Bitte prüfe den Link gemäß Anleitung und entferne dann diesen Hinweis.
2. ↑  Archivierte Kopie (Memento des Originals vom 2. August 2016 im Internet Archive)  Info: Der Archivlink wurde automatisch eingesetzt und noch nicht geprüft. Bitte prüfe Original- und Archivlink gemäß Anleitung und entferne dann diesen Hinweis.

| Personendaten    | Personendaten                           |
| ---------------- | --------------------------------------- |
| NAME             | Bauer, Sebastian                        |
| KURZBESCHREIBUNG | deutscher Mediziner und Hochschullehrer |
| GEBURTSDATUM     | 1973                                    |